# Neorhaphiomidas pallida
Neorhaphiomidas pallida är en tvåvingeart som beskrevs av Paramonov 1953. Neorhaphiomidas pallida ingår i släktet Neorhaphiomidas och familjen Mydidae. Inga underarter finns listade i Catalogue of Life.